# Isabelle Bassong
Pour les articles homonymes, voir Bassong.
Isabelle Bassong, née Isabelle Akounda Moneyang le 9 février 1937 à Ebolowa (Région du Sud) et morte à Bruxelles le 9 novembre 2006, est une personnalité politique camerounaise. Elle est ambassadeur du Cameroun auprès du Benelux et de la Communauté européenne à Bruxelles de 1989 à 2006, devenant ainsi la première femme camerounaise nommée à un poste d'ambassadeur.

## Biographie
Son père est fonctionnaire colonial. Elle achève à Cahors ses études secondaires commencées au Cameroun, et obtient le baccalauréat en 1954, puis étudie la linguistique à la Sorbonne, où elle obtient un DES. Elle poursuit ses études à l’université de Denver (Colorado) grâce à une bourse fédérale et obtient un master en linguistique. Elle commence sa vie professionnelle en 1964, à l'Assemblée nationale camerounaise, dont elle sera notamment directrice des services linguistiques, puis opte pour la carrière politique. Elle est ainsi nommée secrétaire d’État à la Santé publique en février 1984.
Elle est nommée ambassadeur du Cameroun à Bruxelles le 21 mars 1989, en poste auprès des trois pays du Benelux ainsi que de la Communauté européenne. Elle y est en poste jusqu'à sa mort en 2006.

## Distinctions
- Grand cordon de l'ordre du mérite camerounais[4]

## Vie privée
Elle est mariée à Benoît Bassong, ingénieur du génie civil.